# Teresa Riera Madurell
Teresa Riera Madurell (ur. 13 października 1950 w Barcelonie) – hiszpańska i katalońska polityk i pracownik naukowy, posłanka do Parlamentu Europejskiego VI i VII kadencji.

## Życiorys
Ukończyła studia z dziedziny matematyki na Uniwersytecie w Barcelonie w 1974, a siedem lat później obroniła doktorat. Od 1974 pracowała jako asystentka na Politechnice Katalońskiej (UPC), od 1983 jako starszy wykładowca. W 1988 została profesorem na Uniwersytecie Balearów (UIB). Była tam dziekanem Działu Zarządzania i Informatyki (1986-1990) oraz II zastępcą rektora (1991–1994).
Przebywała na stażach i szkoleniach w USA, gdzie była zatrudniona m.in. jako researcher associated na Uniwersytecie Kalifornijskim (1981–1982). Była również visiting researcher na Uniwersytecie Carnegie Mellon (1989).
W 1978 wstąpiła do PSC, katalońskiego oddziału Hiszpańskiej Socjalistycznej Partii Robotniczej. Od 1980 działa w związku zawodowym pracowników nauki FETE-UGT. Była sekretarzem ds. komunikacji i wizerunku (1988–1991) i ds. zaangażowania kobiet (1991–1994) w KW PSIB-PSOE (Partii Socjalistycznej Wysp Balearskich). Stała na czele PSIB-PSOE (1994–1997). Zasiadała w Federalnym Komitecie Wykonawczym PSOE jako jego przewodnicząca (1996–2000). Była również członkinią federalnego komitetu socjalistów ds. praw i zobowiązań członków (2000–2004).
Od 1989 do 1996 sprawowała mandat posłanki w parlamencie regionalnym w Palma de Mallorca. W tym samym czasie była członkiem rady wyspiarskiej Majorki. W latach 1996 i 2000 wybierano ją do Kongresu Deputowanych, z ramienia którego zasiadała w Zgromadzeniu Parlamentarnym NATO (2000–2004). W 2004 uzyskała mandat posłanki do Parlamentu Europejskiego. Zasiadała w Komisjach ds. Kobiet i Równouprawnienia oraz Przemysłu, Badań Naukowych i Energii. W 2009 uzyskała reelekcję, przystąpiła ponownie do drugiej z dotychczasowych komisji.